# Club Ateneo Mariano Moreno
El Club Ateneo Mariano Moreno es una institución deportiva de Villa Dolores, en Catamarca fundada el 17 de julio de 1941. Su actividad más destacada es el vóley, tal es el caso que en 2019 participa en la Liga de Voleibol Argentina, máxima competencia a nivel nacional. Otros deportes que en el club se practican son básquet y fútbol.

## Historia

### En el vóley nacional

#### En segunda división
Ateneo participó por primera vez en el vóley nacional en 2013 cuando llegó a uno de los cuadrangulares clasificatorios para la segunda división, en el cual no pudo avanzar y no clasificó a la Liga A2 de 2014. En 2014, una temporada después, ganó uno de los cuadrangulares clasificatorios a la Serie A2. Dicho cuadrangular lo disputó en Santa Fe, donde disputó dos plazas para la Serie A2 junto con Villa Dora (Santa Fe), Alianza Jesús María y CEF 22 de Corrientes.
Una vez superada esa instancia, Ateneo participó en la Serie A2 de 2015, integrando la zona C junto con Deportes La Rioja, Selección menor Argentina, River Plate, Gimnasia y Esgrima de Santa Fe y Libertad de San Jerónimo. Tras diez partidos jugados, Ateneo ganó ocho y terminó segundo en su grupo, avanzando de ronda. La segunda ronda de ese torneo fue un triangular disputado en Jesús María junto con el local Alianza de Jesús María y Estudiantes de La Plata. Ateneo ganó uno de los dos partidos del triangular, al equipo platense, y avanzó de ronda. La tercera ronda fue un triangular de semifinal, donde el ganador del triangular accedía a la final del torneo. En Rosario, Ateneo se enfrentó al local Rosario Sonder y a River Plate, y esta vez no pudo ganar partido alguno en el triangular y terminó su participación último del grupo.
A fines del 2015 se disputaron los grupos clasificatorios a la Serie A2 de 2016, pero gracias al gran torneo que tuvo Ateneo en la pasada edición, clasificó automáticamente a la fase final del mismo. En la nueva edición del torneo el equipo, dirigido por Marcos Blanco, logró imponerse en la primera fase y tras ganar siete de diez partidos terminó primero en su grupo, clasificando así a la siguiente ronda. En la segunda ronda se enfrentó en un cuadrangular a Club de Amigos, Estudiantes de La Plata y Central Norte de Salta, y por haber sido primero en su grupo, pudo organizar dicho cuadrangular. El primer encuentro fue ante el equipo salteño, al cual derrotó 3 a 2. En el segundo partido venció al equipo platense 3 a 0 y en el último encuentro al equipo porteño 3 a 1, clasificando así a la siguiente instancia del torneo. La nueva etapa fue de triangulares y esta vez le tocó enfrentar a Libertad de San Jerónimo y nuevamente a Estudiantes. El triangular se jugó en la ciudad santafesina San Jerónimo Norte y allí logró una victoria y una derrota, igualando la marca de los otros equipos, pero por haber ganado menos sets que sus rivales, no pudo avanzar de fase.
Tras rechazar una invitación a participar en la máxima división nacional alegando que el presupuesto necesario para dicha división era mucho más elevado que el cual el club podía conseguir. Ante ese panorama, la institución decidió rechazar la oferta y participar nuevamente en la segunda división para la temporada 2017, integrando zona con Obreros Catamarca, UVT, Banco Hispano, Estudiantes de La Plata, La Matanza y la Selección menor Argentina. Tras jugar doce encuentros, el equipo dirigido por Matías Difulvio terminó primero en su zona, con 10 victorias. Por ser primero en su grupo pudo organizar el cuadrangular de la segunda ronda, en el cual se enfrentó a San Lorenzo de Almagro, Echagüe de Paraná y Villa Dora. En esa instancia ganó todos sus partidos y avanzó de ronda. En la tercera ronda integró un nuevo cuadrangular, esta vez en Monteros, Tucumán, junto con el local Monteros Vóley Club, Rivadavia de Villa María y nuevamente Villa Dora. Tras ganar dos de tres partidos y quedar segundo de grupo, logró avanzar hasta las semifinales del torneo, donde se enfrentó a Libertad de San Jerónimo en una serie al mejor de tres partidos. El primer juego fue en Catamarca, y ante 2000 personas, el local ganó 3 a 1 (25-22, 17-25, 25-20 y 25-23). La revancha fue en San Jerónimo Norte, y allí el local logró empatar la serie tras vencer a Ateneo 3 a 1 (22-25, 29-27, 26-24 y 25-18). El tercer y último partido definía cual de los dos equipos lograba el pase a la final y el ascenso a la máxima división nacional, y en La Calderita de Libertad, el local venció nuevamente 3 a 1 (25-22, 25-15, 23-25 y 25-22) y el conjunto catamarqueño terminó su participación.
Tras el tercer puesto logrado en 2017, Ateneo encaró la temporada 2018 junto a otros 20 equipos. Bajo la dirección de Pablo Meana, integró la zona B junto con San Lorenzo de Almagro, Villa Dora, Tucumán de Gimnasia, Estudiantes de La Plata, Mar Chiquita Vóley y Club Rosario. Tras doce partidos, donde ganó ocho, quedó segundo de grupo y avanzó a la ronda campeonato, un cuadrangular junto con Policial de Formosa, Rivadavia de Villa María y Echagüe de Paraná. En Formosa el equipo logró ganar dos de tres partidos y avanzó de fase. La tercera ronda del torneo fue nuevamente un cuadrangular, nuevamente en Formosa y junto con el local, UVT de San Juan y Central Norte de Salta. En este nuevo cuadrangular perdió el primer partido (2-3) ante el equipo sanjuanino, le ganó al conjunto salteño (3-0) y perdió ante el local en cinco sets, resultados que lo llevaron al equipo a un triple empate para definir los clasificados a semifinales. El desempate se definió por partidos ganados y allí el lobo estepario salió perdedor y quedó eliminado.

##### Ascenso y campeonato a primera
Para la temporada 2019 de la Liga A2 el equipo contrató a Marcelo Silva como entrenador, quien había sido entrenador de Lomas Vóley, equipo que jugó durante cinco temporadas en primera división y en esta temporada se había bajado del vóley nacional. El equipo integró un grupo junto a San Lorenzo de Alem, La Matanza Vóley, Belgrano de Don Torcuato, UVT de San Juan y Tunuyán Vóley. En ese grupo Ateneo logró ocho victorias en diez juegos, quedando segundo de grupo y avanzando a la ronda campeonato. Como segundo de grupo avanzó sin posibilidad de organizar el cuadrangular que compartió con San Lorenzo de Almagro, Jujuy Vóley y Once Unidos de Mar del Plata, pero una sanción impuesta sobre el equipo porteño, que había decidido no viajar hasta Tierra del Fuego para disputar un partido de la primera fase, le transfirió el derecho de organización al lobo estepario, y así pudo ser sede de la segunda ronda del torneo. En esa segunda ronda el equipo logró aprovechar su localía y se impuso en el primer juego al cuadro jujeño, que era el campeón vigente del torneo, 3 a 0; al equipo marplatense en el segundo partido 3 a 1 y por último al cuadro de Boedo 3 a 0, para cerrar la fase primero de grupo. La tercera ronda la logró organizar ya que fue primero en el cuadrangular previo, y en ella se enfrentó en cuadrangular nuevamente, a Policial de Catamarca, Paracao de Paraná y Tunuyán Vóley. Tras vencer en los tres partidos y quedar primero del grupo, Ateneo clasificó a las semifinales del torneo, donde se enfrentó a UVT de San Juan. El primer juego fue en San Juan, y como visitante Ateneo se impuso en cinco sets (25-23, 15-25, 23-25, 25-21, 18-16) y puso la serie 1 a 0 en su favor. Ya como local el equipo nuevamente se impuso, esta vez 3 a 0 (25-18, 25-19, 25-17) y logró la clasificación a la final y además, el ascenso a la máxima división del vóley nacional. En la final del torneo, serie al mejor de tres partidos que definía que equipo lograría el título de la temporada, se enfrentó a Jujuy Vóley, vigente campeón, que no había hecho uso de su derecho a ascender en la pasada temporada por falta de presupuesto. El primer partido fue en el Estadio de Básquet de la Federación Jujeña, donde Ateneo logró vencer en cinco sets (18-25, 26-28, 28-26, 25-21 y 15-10) y llevar la serie 1 a 0 en su favor a Catamarca. El segundo partido de la serie final fue en el Polideportivo Municipal Fray Mamerto Esquiú, y allí ante su gente, Ateneo venció 3 a 0 (25-23, 25-23 y 25-20), alcanzando su decimoquinta (15.°) victoria consecutiva y logrando el título de campeón del torneo.

#### En primera división
Tras haber logrado el campeonato de la segunda división, el equipo tenía el derecho deportivo de participar en la Liga de Voleibol Argentina, máxima categoría a nivel nacional. Tras varias negociaciones, el gobierno provincial le concedió al equipo un fuerte apoyo económico (de entre el 60% y el 70% del presupuesto estimado) para que afronte la participación. La confirmación vino de parte del secretario de deportes de la provincia. De cara a la primera temporada de la institución en la máxima división, la temporada 2019-2020, se confirmó la continuidad de Marcelo Silva como entrenador principal del equipo. Entre los jugadores para afrontar dicha temporada estuvieron Leo Plaza Gandini, Lucas Carrizo Molina, Leonel Figueroa, Gabriel Bastías y Franco Heredia, quienes estuvieron en el ascenso. Entre los refuerzos destacaron Franco Cáceres y Renato Adornelas.
El equipo comenzó la temporada perdiendo de visitante ante Bolívar Vóley, y en su segundo partido logró su primera victoria en primera división al derrotar como visitante a PSM Vóley. El primer partido como local fue recién en su quinto partido, cuando cayó ante Gigantes del Sur. Tras la primera rueda del torneo, y habiendo sido sede de uno de los tres grand-prix del sexto weekend, el equipo disputó, en San Juan, la Copa Argentina en un triangular junto con UPCN San Juan Vóley y Gigantes del Sur. Cayó en ambos partidos y quedó fuera de competencia. A mediados de la temporada el equipo sufrió problemas económicos producto de falta de pagos por parte de la secretaría de deportes provincial, problema que decantó en la no presentación del equipo en su encuentro ante Gigantes del Sur en Neuquén. Además sufrió la baja del jugador Ramiro Benítez, quien emigró al vóley de Egipto. Días más tarde también se fueron Mariano Giustiniano, a España y Maximiliano Scarpin, a Francia.

## Instalaciones
El equipo disputa sus partidos en el Polideportivo Capital Fray Mamerto Esquiú, recinto que es propiedad del gobierno provincial. Con capacidad de hasta 4800 espectadores, el recinto se ubica en la calle José Ramón Luna, en el Parque Adán Quiroga, en San Fernando del Valle de Catamarca.

## Datos del club
- Temporadas en primera división: 1 (desde 2019-2020)
- Temporadas en segunda división: 5 (2015 a 2019)
  - Mejor puesto en la liga: campeón (2019)

## Jugadores destacados
Equipo campeón de la Serie A2 de 2019
Mariano Vildosola, Leonardo Plaza Gandini, Matías Rolón, Iván Postemsky, Mariano Giustiniano, Lucas Carrizo, Gustavo Rolón, Lucas Gregoret, Roque Palomino, Leonel Figueroa, Santiago Arroyo, Gabriel Bastías, Ramiro Benítez, Rodrigo Tejeda. DT: Marcelo Silva.

## Entrenadores
- Matías Difulvio (2014-2015)
- Marcos Blanco (2016)
- Matías Difulvio (2016-2017)
- Pablo Meana (2018)
- Marcelo Silva (desde 2019)

## Palmarés
- Campeón de la segunda división de vóley: (1) en 2019.